# インディアン・ラブ・コール
『インディアン・ラブ・コール: ヨーデル・アルバム』は、トミー藤山のアルバム。1960年7月に日本コロムビアからリリースされた。前々作同様、原田実とワゴン・エースがバックを務めた。

## 収録曲
Side 1
1. インディアン・ラブ・コール
2. キャトル・コール
3. 投げ縄を空に
4. 山の人気者

Side 2
1. コロンブス砦のブルース
2. ミネトンカの湖畔
3. 青い月の夜
4. アロハ・オエ

## パーソネル
- トミー藤山（歌）
- 原田実とワゴン・エース
- 服部レイモンド（訳詞・編曲）